# Оріхуватська вулиця
Оріхува́тська ву́лиця — вулиця в Голосіївському районі міста Києва, місцевість Голосіїв. Пролягає від Голосіївського проспекту до Васильківської вулиці. 
Прилучається вулиця Юлії Здановської.

## Історія
Вулиця відома з 10-х років XX століття. Мала назву Електротехнічний провулок. 1982 року отримала назву вулиця Бурмистенка, на честь українського радянського партійного і державного діяча Михайла Бурмистенка. 
Сучасна назва, що походить від річки р. Оріхуватка (Горіхуватка) — з жовтня 2022 року.
Протягом 1955–1982 років сучасний провулок Бурмистенка мав назву вулиця Бурмистенка.

## Установи
- Дошкільний навчальний заклад № 328 (буд. № 5)
- Архівний відділ Голосіївської районної державної адміністрації (буд. № 11)
- Гуртожиток № 4 Національного університету біоресурсів і природокористування України (буд. № 4)